# Osterfestspiele Baden-Baden
Die Osterfestspiele Baden-Baden sind ein Festival der klassischen Musik, das seit 2013 jährlich mit den Berliner Philharmonikern im Festspielhaus Baden-Baden und an weiteren Spielorten der Stadt stattfindet.

## Gründung
Die Berliner Philharmoniker gaben im Mai 2011 bekannt, dass sie ihre Mitwirkung an den Osterfestspielen Salzburg mit Ablauf der Saison 2012 beenden und stattdessen ab 2013 um Ostern in Baden-Baden ein neues Festival beginnen werden. Als Ursache für die Trennung wurde genannt, dass die Osterfestspiele Salzburg die Forderungen der Berliner Philharmoniker nach einer deutlichen Ausweitung des Programms aus finanziellen Gründen nicht umsetzen konnten. Das Festspielhaus Baden-Baden unter Intendant Andreas Mölich-Zebhauser biete dagegen eine „langfristig gesicherte Gesamtsituation“, erklärte ein Sprecher des Stiftungsvorstands. In Baden-Baden solle „ein kreatives, lebendiges und für das Publikum erschwingliches Opernfestival“ entstehen. Der spektakuläre Wechsel – die Berliner Philharmoniker waren zentraler Bestandteil der Osterfestspiele Salzburg seit deren Gründung 1967 – erregte damals viel Aufsehen in der europäischen Festivallandschaft. Im Juni 2011 teilten die Osterfestspiele Salzburg mit, dass sie ab 2013 ihr Festival mit Christian Thielemann und der Sächsischen Staatskapelle Dresden fortführen werden.

## Geschichte
2013 fanden die ersten Osterfestspiele Baden-Baden statt. Die Berliner Philharmoniker unter Simon Rattle spielten Mozarts Zauberflöte in der Regie von Robert Carsen. Das von Mölich-Zebhauser und Rattle erarbeitete Festivalkonzept umfasst heute rund um eine zentrale Opern-Neuinszenierung zahlreiche Orchester- und Kammermusik-Konzerte, eine Kammeroper sowie Bildungsprojekte an verschiedenen Spielorten der Stadt. In der Saison 2017 verzeichneten die Osterfestspiele nach Angaben der Festivalleitung 25.000 Besucher, was einer Auslastung von 93 Prozent entspricht. Nach Ablauf der Saison 2018 verabschiedete sich Simon Rattle von den Osterfestspielen Baden-Baden. Ostern 2019 dirigierte Zubin Mehta die Opernproduktion des Festivals. Nach dem Amtsantritt als Chefdirigent der Berliner Philharmoniker im Herbst 2019 übernahm Kirill Petrenko ab 2020 die Leitung der Opernproduktionen. Doch die Osterfestspiele 2020 – erstmals unter Intendant Benedikt Stampa – wurden aufgrund der COVID-19-Pandemie in Deutschland abgesagt. Vertraglich wurde der Fortbestand der Osterfestspiele Baden-Baden – als Zusammenarbeit zwischen Berliner Philharmonikern und Festspielhaus – zunächst bis 2022, dann bis 2025 verlängert.
Im Januar 2023 wurde bekannt, dass die Berliner Philharmoniker zu Ostern 2026 wieder an den ursprünglichen Festspielort Salzburg zurückkehren. Die Osterfestspiele Baden-Baden sollen ab 2026 ohne dieses Orchester entsprechend „neu ausgerichtet“ werden. Davon unabhängig sind auch weiterhin „jährliche Konzert-Residenzen“ der Berliner Philharmoniker im Festspielhaus Baden-Baden geplant.

## Opernproduktionen

### Simon Rattle
- 2013: Die Zauberflöte – inszeniert von Robert Carsen
- 2014: Manon Lescaut – inszeniert von Richard Eyre
- 2015: Der Rosenkavalier – inszeniert von Brigitte Fassbaender
- 2016: Tristan und Isolde – inszeniert von Mariusz Treliński
- 2017: Tosca – inszeniert von Philipp Himmelmann
- 2018: Parsifal – inszeniert von Dieter Dorn

### Zubin Mehta
- 2019: Otello – inszeniert von Robert Wilson

### Kirill Petrenko
- (2020: Fidelio – inszeniert von Mateja Koležnik, wegen Corona-Pandemie abgesagt)[14]
- 2021: Mazeppa – inszeniert von Dmitri Tcherniakov, szenisch nicht realisiert: zunächst verschoben, dann konzertant im November 2021 nachgeholt[15]
- 2022: Pique Dame – inszeniert von Moshe Leiser und Patrice Caurier
- 2023: Die Frau ohne Schatten – inszeniert von Lydia Steier[16][17]
- 2024: Elektra – inszeniert von Philipp Stölzl und Philipp M. Krenn
- 2025: Madama Butterfly – inszeniert von Davide Livermore